# Referendum o přistoupení Moldavska k Evropské unii
Referendum o přistoupení Moldavska k Evropské unii proběhlo v neděli 20. října 2024. Referendum bylo o tom, zda by Moldavsko mělo změnit ústavu tak, aby zahrnovala přání moldavských občanů stát se členy Evropské unie, a zabránit tak budoucím vládám, aby zemi odklonily od jejího proevropského směřování.
Referendum muselo přesáhnout účast nejméně 33 %, aby bylo platné.

## Pozadí
V březnu 2022, v důsledku ruské invaze na moldavského souseda, Ukrajinu, Moldavsko podalo žádost o členství v Evropské unii. Následně v červnu samého roku, Moldavsku byl Evropskou radou přidělen status kandidátské země. V prosinci 2023 Evropská rada oznámila své rozhodnutí zahájit přístupová jednání s Moldavskem. Moldavsko si jako cílové datum vstupu do EU stanovilo rok 2030.
V roce 2023 prezidentka Sanduová oznámila, že se bude ucházet o znovuzvolení. K tomu Sanduová oznámila spuštění online platformy zaměřené na propagaci referenda a obhajobu výhod členství v EU pro zemi. Pozorovatelé poznamenali, že Sanduová se chystá zaměřit své úsilí na integraci do EU, což je oblast, v níž ona a její strana PAS zaznamenaly trvalý úspěch, aby mohly být znovu zvoleny.
Parlament Moldavské republiky měl určit datum referenda. Sanduová vyjádřila, že doufá, že se bude shodovat s prezidentskými volbami plánovanými na podzim. Sanduová řekla: „Je důležité uspořádat referendum nyní, protože se jedná o historickou událost, na kterou se čeká již tři desetiletí. Členské státy Evropské unie jsou otevřenější než kdy dříve, máme k tomuto kroku potřebnou politickou vůli a naši občané chtějí být součástí EU.“
21. března 2024, parlament schválil s poměrem 54:0 pokračování v úsilí o vstup do Evropské unie. V prohlášení se uvádí: „Pouze vstup do Evropy může zajistit budoucnost země jako suverénního, neutrálního a plně demokratického státu.“ Během hlasování opoziční strany odešly ze sálu. 16. května, parlament schválil, že se referendum uskuteční spolu s prezidentskými volbami dne 20. října 2024.

### Gagauzsko
Dne 2. února 2014 v Gagauzské autonomní oblasti proběhla dvě referenda o evropské integraci s účastí kolem 70 %. V jednom z nich 98,4 % voličů vyjádřilo podporu připojení Moldavska do Celní unie Euroasijské hospodářské unie a 97,2 % voličů se vyjádřilo negativně vůči další integrací Moldavska do EU. 98,9 % voličů se zároveň vyslovilo pro to, aby Gagauzsko vyhlásilo nezávislost, kdyby proběhlo sjednocení Rumunska a Moldavska.

## Kampaň a bezpečnostní obavy
Na setkání v Moskvě, pět opozičních stran, kterými jsou Strana Șora, Strana obrody, Šance, Vítězství a Alternativní a spásné síly Moldavska, oznámily založení koalice Vítězství, která je proti EU a podporuje sbližování s Ruskem. Guvernérka Gagauzska Evghenia Guțulová vyslovila hnutí podporu. Ministr infrastruktury Andrei Spînu nazval členy koalice „zrádci“ a naznačil, že vznikla „hned vedle Kremlu“.
Moldavské autority obvinily Ruskem vyškolené skupiny spiklenců za pokusy o destabilizaci voleb. V září 2024 byly těmto skupinám připisovány vandalské útoky na kanceláře Nejvyššího soudu Moldavské republiky a na veřejnoprávní vysílání Teleradio-Moldova. V říjnu 2024 úřady po raziích na 26 místech po celé zemi oznámily odhalení spiknutí Ilana Șora, které zahrnovalo 15 milionů dolarů z Ruska, jež byly rozděleny přibližně 130 000 lidem s cílem podplatit voliče, aby se rozhodli protizápadně, a šířit dezinformace proti Evropské unii na sociálních sítích. Rusko obvinění popřela.
Ani ne za měsíc, Moldavsko obvinilo Rusko, že na velvyslanectví Moldavska v Moskvě připravilo spiknutí, jehož cílem bylo přivést voliče do volebních místností. V reakci na to EU uvalila sankce na pět osob a jeden subjekt zapojený do této vlivové operace, zatímco Spojené státy americké obvinily Rusko, že vynakládá „miliony dolarů“ na podporu jím preferovaných stran a šíří dezinformace online. Ministerstvo zahraničí Ruska zase obvinilo Moldavsko, že vytisklo pouze 10 000 hlasovacích lístků pro 500 000 oprávněných Moldavanů žijících v Rusku.

## Registrované politické strany

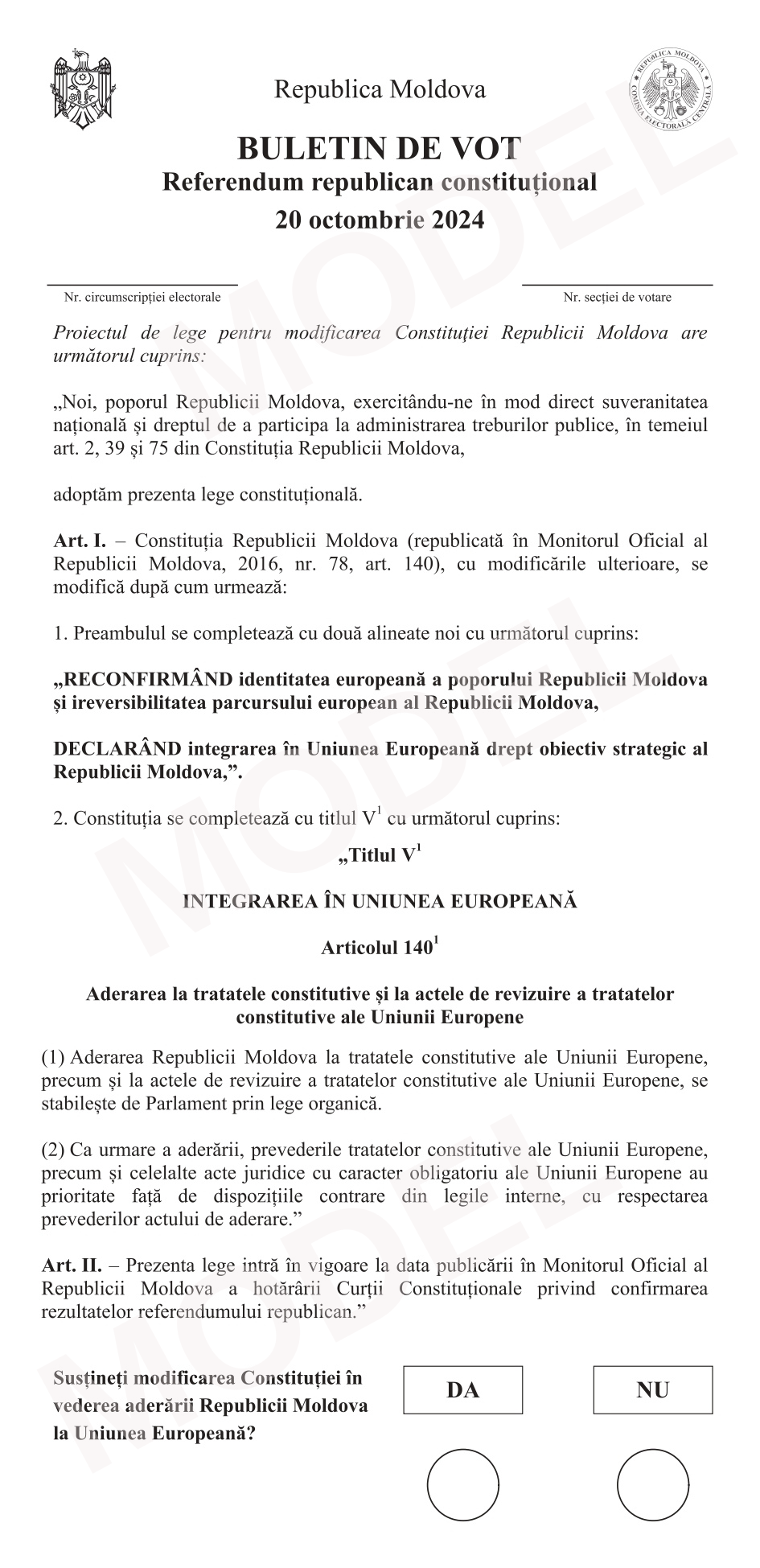
Volební lístek v referendu

Ústřední volební komise Moldavské republiky zaregistrovala strany, které se zúčastní kampaně k referendu. Z 15 stran oficiálně registrovaných k 20. září je 13 pro variantu ANO a dvě pro variantu NE. Také některé strany, jako například PSRM nebo PDCM, se rozhodly referendum bojkotovat.
Předseda PDCM Ion Chicu uvedl, že ačkoliv se prohlašuje za proevropského, referendum by podle něj poškodilo integraci Moldavska do EU a „zasadilo by několik bomb“ moldavské státnosti. Tyto „bomby“ by podle Chicua spočívaly ve změně ústavy po referendu, kterého se zúčastnilo příliš málo voličů, což by vytvořilo precedens, jenž by v budoucnu mohla jiná vláda stejným postupem proevropský kurz překazit.
| Varianta   | Strana | Strana                                                               | Ideologie                     | Lídr                 | Zdroj  |
| ---------- | ------ | -------------------------------------------------------------------- | ----------------------------- | -------------------- | ------ |
| Ano        |        | Strana akce a solidarity (PAS)                                       | liberalismus                  | Igor Grosu           | [ 20 ] |
| Ano        |        | Národní alternativní hnutí (MAN)                                     | sociální demokracie           | Ion Ceban            | [ 20 ] |
| Ano        |        | Evropská sociálně demokratická strana (PSDE)                         | sociální demokracie           | Ion Sula             | [ 20 ] |
| Ano        |        | Blok Spolu                                                           | liberalismus                  | Octavian Țîcu        | [ 20 ] |
| Ano        |        | Ekologická strana Moldavska "Zelená aliance" (PVE)                   | zelená politika               | Anatolie Prohnițchi  | [ 20 ] |
| Ano        |        | Hnutí „Respektujte Moldavsko“ (MRM)                                  | sociální konzervatismus       | Eugeniu Nichiforciuc | [ 20 ] |
| Ano        |        | Aliance liberálů a demokratů pro Evropu (ALDE)                       | sociální liberalismus         | Arina Spătaruová     | [ 20 ] |
| Ano        |        | Koalice pro jednotu a prosperitu (CUB)                               | liberalismus                  | Igor Munteanu        | [ 20 ] |
| Ano        |        | Strana Demokracie na domácí půdě (PPDA)                              | populismus                    | Vasile Costiuc       | [ 20 ] |
| Ano        |        | Aliance pro unii Rumunů (AUR)                                        | rumunsko-moldavský unionismus | Boris Volosatîi      | [ 20 ] |
| Ano        |        | Strana „MY“ (NOI)                                                    | sociální demokracie           | Vladimir Dachi       | [ 20 ] |
| Ano        |        | Strana národního obrození „Domov“ (PRN)                              | rumunsko-moldavský unionismus | Valentin Dolganiuc   | [ 20 ] |
| Ano        |        | Strana vůle lidu (PVP)                                               | konzervatismus                | Nicolae Gîrbu        | [ 20 ] |
| Ano        |        | Liberálně demokratická strana Moldavska (PLDM) (vyloučena z kampaně) | konzervatismus                | Vladimir Filat       | [ 21 ] |
| Ne         |        | Strana komunistů Moldavské republiky (PCRM)                          | komunismus                    | Vladimir Voronin     | [ 20 ] |
| Ne         |        | Strana obrody (PR)                                                   | sociální konzervatismus       | Natalia Parascaová   | [ 20 ] |
| Ne         |        | Šance (PȘ) (vyloučena z kampaně)                                     | liberalismus                  | Alexei Lungu         | [ 19 ] |
| Bojkot     |        | Strana socialistů Moldavské republiky (PSRM)                         | demokratický socialismus      | Igor Dodon           | [ 19 ] |
| Bojkot     |        | Strana rozvoje a konsolidace Moldavska (PDCM)                        | křesťanská demokracie         | Ion Chicu            | [ 19 ] |
| Bez pozice |        | Naše strana (PN)                                                     | populismus                    | Renato Usatîi        | [ 19 ] |

## Výsledky
| Možnost                      | Hlasy     | %     |
| ---------------------------- | --------- | ----- |
| Pro                          | 750 137   | 50,38 |
| Proti                        | 738 737   | 49,62 |
| Celkem                       | 1 488 874 | 100   |
| Zdroj: CEC[nedostupný zdroj] |           |       |